# Heroes World
Heroes World Distribution Co., auparavant nommé Superhero Enterprises, était une entreprise de distribution de comic books américaine. Elle a été fondée par Ivan Snyder et a duré de 1975 à 1997 alors que les magasins spécialisés se développaient. Fin 1994 Marvel Comics achète Heroes World qui devient son seul distributeur. Cette décision se révèle très mauvaise pour Marvel qui a de grandes difficultés à gérer ce système de distributeur unique, pour les autres sociétés de distribution et pour les vendeurs de comics. Associé à d'autres évènements durant cette période, cela entraîne de nombreuses faillites et menace l'entièreté du modèle de production et de distribution des comics aux États-Unis.

## Historique
Au début des années 1970, Ivan Snyder est responsable de la division des licences chez Marvel Comics. Il est entre autres chargé de vendre des produits sus licence Marvel commandées par la poste. Au milieu des années 1970 Marvel clôt ce service. Snyder décide de continuer ce travail en indépendant en 1975 et fonde la société Superhero Enterprises. Il installe ses bureaux à Morristown dans le New Jersey.  La société se développe et un second bureau est installé à Livingston toujours dans le New Jersey. DC Comics devient alors un second client.
Quand la marque "Superhero"  de Mego est rachetée par Marvel et DC, Superheroes Enterprise doit changer de nom et se renomme Heroes World. En 1982, Heroes World possède 12 succursales dans le pays.
Fin 1994, Heroes World est le troisième plus important distributeur de comics derrière Diamond Comic Distributors et Capital City Distribution. Le 28 décembre 1994, Heroes World est acheté par Marvel Comics. Marvel choisit alors de distribuer ses comics seulement via Heroes World,. Les autres sociétés de distribution voient alors leurs revenus baisser de plus d'un tiers. La décision prend effet à partir de juillet 1995. Les deux autres sociétés de distribution tentent de survivre en demandant aux autres éditeurs de signer des contrats d'exclusivité. Seul Diamond Comics survit à ce choc,.
Pr ailleurs, le choix de Marvel se révèle une erreur car Heroes World se révèle incapable de gérer les énormes commandes hebdomadaires et multiplie les erreurs de livraison qui affectent fortement les vendeurs de comics. Associé à 'éclatement de la bulle spéculative, cela entraîne la faillite de nombreux magasins. En 1995-1996, la société continue de plonger et fait face à des ruptures de contrats et des poursuites judiciaires,. En 1997, la société disparaît et Marvel retourne chez Diamond Comics qui est alors devenu le seul distributeur de comics.